# Automeris intertridens
Automeris intertridens é uma espécie de mariposa do gênero Automeris, da família Saturniidae.
Sua ocorrência foi registrada na Nicarágua, Departamento Nueva Segovia, El Horno, 11 km. N Dipilto, a 1330 m de altitude. Também foi localizada na Costa Rica.